# Pierre Dupong
Pierre Dupong (ur. 1 listopada 1885 w Heisdorfie, zm. 23 grudnia 1953 w Luksemburgu) – luksemburski polityk. Szesnasty premier Luksemburga, sprawujący urząd od 5 listopada 1937 roku do 23 grudnia 1953 roku. W latach 1940–1944 sprawował urząd na emigracji w Montrealu, podczas gdy Luksemburg był pod okupacją niemiecką.